# C'est le bouquet ! (film, 1945)
Pour le film de 2002, voir C'est le bouquet !.
C'est le bouquet ! (Odor-able Kitty) est un cartoon réalisé par Chuck Jones en 1945 dans la série Looney Tunes. Pépé le putois (nommé « Henry » dans le dessin animé) y fait sa toute première apparition, face à un chat qui se déguise à un moment en Bugs Bunny.

## Histoire
Accoudé devant la vitrine d'une boucherie, un chat de rue, au pelage roux et blanc, rêve de manger l'un des nombreux gigots présents. Le boucher le remarque, mais d'un coup de pied l'envoie bouler de l'autre côté de la rue. Le chat se retrouve couché devant une porte. Elle s'ouvre sur une concierge renfrognée. Le chat essaye de l'attendrir d'un miaulement, mais elle le chasse violemment d'un coup de balai. Il se retrouve projeté contre une palissade où il s'écrase en un disque. À peine il retrouve sa forme précédente qu'un molosse l'attaque, et tous deux combattent en une mêlée indistincte. Le chat arrive à  s'en échapper de justesse, laissant le chien continuer à se battre tout seul. 
Plus tard, dans son dépotoir, le chat a une idée pour échapper à son funeste destin : prendre l'apparence d'un sconse. On voit successivement les différents éléments de son déguisement : deux pots de peintures (noire et blanche), du fromage fort (du Limbourg) et un sac de fumier dont il s'enduit le corps. Une fois satisfait du résultat, il provoque le molosse, qui l'attaque à nouveau. Ce dernier, en s'apercevant qu'il a affaire à un sconse, se met à prendre la fuite. Très fier de son succès, il retrouve la concierge, attire son attention en tirant un pan de sa robe. Puis devant ses yeux, il se montre ostensiblement en transformant sa queue de chat-sconse en une main qui pointe sur ses effluves nauséabonds. La concierge hurle de peur et part d'un trait. 
Désormais assuré d'être une terreur, il entre dans la boucherie. Le résultat ne se fait pas attendre : le boucher et tous les clients se sauvent de l'établissement, avec certains brisant la vitrine pour aller plus vite. Même une souris s'en échappe et pousse un cri de dégoût avant de s'enfuir. Puis le chat en sort, chargé des victuailles. Après un repas mémorable (on voit une grande quantité d'os), le chat fait une sieste. 
C'est alors que Pépé le putois, dont on ne voit que la queue levée, passe derrière un monticule fleuri. L'odeur fétide du chat lui parvient. Sa queue semble analyser l'odeur, puis se hérisse soudainement avant de se précipiter avec son propriétaire sur la source de l'émanation : le chat. Pépé a identifié cette odeur comme celle d'un sconse femelle ! Terriblement amoureux, il prend le chat dans ses bras et lui tient un discours passionné. Le chat arrive cependant à quitter son étreinte et file. Pépé pense qu'« elle » est juste timide et part à sa recherche. Alors que le chat se croit à l'abri caché dans un arbre creux, il sent une odeur bizarre... c'est celle de Pépé, qui apparaît juste à côté dans l'arbre et qui lui fait sa cour à nouveau. Au moment du baiser, le chat s'enfuit en direction de la ville. Il est poursuivi par Pépé. 
Le chat a une idée : il vole en passant une fourrure de sconse à un mannequin d'exposition et se rend au sommet d'un silo à grains. Comme le sconse l'a retrouvé, il menace de sauter dans le vide si Pépé continue à le poursuivre de ses assiduités. Pépé pense qu'il s'agit d'une preuve d'amour et continue. Le chat balance la fourrure et pousse un cri. Pépé la ramasse comme si c'était bien sa chérie et la pleure. Le chat, une fois descendu, s'en va sur la pointe des pieds, mais Pépé l'a déjà repéré et fond sur lui, reprend sa cour de plus belle. Devant une nouvelle tentative d'un baiser, le chat part comme une fusée, mais il se retrouve nez à truffe au molosse. De peur, il se réfugie dans les bras de Pépé. Se rappelant ce qu'il est, le chat rebondit... dans les bras du chien. Mais le chien, croyant avoir affaire à un sconse, saute dans les bras... du sconse Pépé. En le voyant, le chien défaille et s'évanouit. Alors que Pépé part encore à la recherche de son amour, apparaît le lapin Bugs Bunny disant sa formule favorite « Quoi de neuf doc? » pendant que retentit la musique du générique des Merrie Melodies. Mais Pépé n'est pas dupe, et il démasque le chat qui s'était déguisé. Il cherche encore à l'embrasser. 
Le chat lui échappe encore. Infatigable, Pépé le poursuit en gambadant, par petits sauts, alors que le chat, épuisé, se traîne. Au moment où le chat n'en peut plus et tombe à terre, Pépé surgit, l'entoure de ses bras et lui dit des mots tendres. C'est alors qu'un doigt impérieux tapote le dos de Pépé : c'est celui de la sconse mariée à Pépé, accompagnée de ses deux petits très intéressés par la scène. Pépé le putois trouve un prétexte : à l'aide d'un chiffon, il essaye de faire croire qu'il nettoyait simplement l'œil du chat. Son épouse n'en croit pas un mot et l'assomme de coups de parapluie. Le chat se réveille et quitte la place en « glissant ».
Une fois retourné dans son dépotoir, le chat se lave et se récure de partout, puis se précipite dans la boucherie. Il se fait éjecter comme la première fois. Il va ensuite devant la concierge et présente son derrière, immédiatement botté par son balai. Enfin, il attend que le chien l'attaque. Dans la mêlée, on voit la tête souriante du chat, très content que tout redevienne comme avant.

## Fiche technique
- Réalisateur : Chuck Jones (comme Charles M. Jones)
- Scénariste : Tedd Pierce (histoire)
- Producteur : Leon Schlesinger (Leon Schlesinger Studios)
- Musique : Carl W. Stalling (non crédité)
- Montage et technicien du son (effets sonores) : Treg Brown (non crédité)
- Distributions :
  - Warner Bros. Pictures (1945) (cinéma)
  - Warner Home Video (2005) (DVD)
- Durée : 7 minutes
- Son : mono
- Format : 1,37 : 1, couleurs Technicolor
- Date de sortie : États-Unis : 6 janvier 1945
- Langue originale : anglais

## Voix
- Mel Blanc : Pépé le putois, le chat, le chien, etc.

## Animation
- Robert Cannon, animateur
- Ken Harris, animateur (non crédité)
- Ben Washam, animateur (non crédité)

## Le film
Ce dessin animé marque la première apparition de Pépé le putois, un sconse en réalité, qui s'appelait à l'origine Stinky (puant), mais renommé Henry (ou Henri) puis Pepé le Pew, dans la version originale. Le cartoon a failli ne jamais voir le jour du fait que le producteur ne trouvait pas amusante l'idée de sconses parlant français. 
Le dessin animé s'appelait à l'origine Forever Ambushed mais sort finalement sous le nom Odor-able Kitty. Tedd Pierce a conçu le scénario ; pourtant, c'est Michael Maltese qui scénarisera la plupart des épisodes suivants. Presque tous ces épisodes suivent la même idée de base : un chat noir est recouvert accidentellement d'une bande blanche sur le dos et est pris pour une femelle sconse par Pépé le putois, qui en devient fou d'amour et qui la poursuit partout et sans relâche, alors que le chat, insupporté par l'odeur effroyable de Pépé, cherche à lui échapper systématiquement. Le rôle du chat est tenu par Penelope Pussycat, une chatte bicolore noire et blanche (qui se retrouve souvent avec une bande blanche peinte sur son dos), sauf dans ce premier épisode où c'est un chat roux et blanc qui tient ce rôle.

## Sortie DVD
- Looney Tunes Collection : Tes héros préférés volume 4